# (37536) 1981 EM2
(37536) 1981 EM2 est un astéroïde de la ceinture principale d'astéroïdes découvert en 1981.

## Description
(37536) 1981 EM2 a été découvert le 2 mars 1981 à l'observatoire de Siding Spring, situé près de Coonabarabran, en Nouvelle-Galles du Sud, en Australie, par Schelte J. Bus.

### Caractéristiques orbitales
L'orbite de cet astéroïde est caractérisée par un demi-grand axe de 2,32 ua, un périhélie de 2,01 ua, une excentricité de 0,13 et une inclinaison de 7,51° par rapport à l'écliptique. Du fait de ces caractéristiques, à savoir un demi-grand axe compris entre 2 et 3,2 ua et un périhélie supérieur à 1,666 ua, il est classé, selon la JPL Small-Body Database, comme objet de la ceinture principale d'astéroïdes.

### Caractéristiques physiques
(37536) 1981 EM2 a une magnitude absolue (H) de 16,3 et un albédo estimé à 0,036.